# Inwood (Florida)
Inwood és una concentració de població designada pel cens dels Estats Units a l'estat de Florida. Segons el cens del 2000 tenia 6.925 habitants.

## Demografia
Segons el cens del 2000, Inwood tenia 6.925 habitants, 2.835 habitatges, i 1.774 famílies. La densitat de població era de 1.392,6 habitants/km².
Dels 2.835 habitatges en un 28,8% hi vivien nens de menys de 18 anys, en un 40,4% hi vivien parelles casades, en un 15,6% dones solteres, i en un 37,4% no eren unitats familiars. En el 30,5% dels habitatges hi vivien persones soles el 10,8% de les quals corresponia a persones de 65 anys o més que vivien soles. El nombre mitjà de persones vivint en cada habitatge era de 2,44 i el nombre mitjà de persones que vivien en cada família era de 3,05.
Per edats la població es repartia de la següent manera: un 26,6% tenia menys de 18 anys, un 10% entre 18 i 24, un 29% entre 25 i 44, un 20,8% de 45 a 60 i un 13,6% 65 anys o més.
L'edat mediana era de 35 anys. Per cada 100 dones de 18 o més anys hi havia 92,7 homes.
La renda mediana per habitatge era de 25.973 $ i la renda mediana per família de 29.472 $. Els homes tenien una renda mediana de 22.957 $ mentre que les dones 20.024 $. La renda per capita de la població era de 13.295 $. Entorn del 14,8% de les famílies i el 19,1% de la població estaven per davall del llindar de pobresa.

## Poblacions més properes
El següent diagrama mostra les poblacions més properes.